# Eleições autárquicas de 2017 na Maia
As eleições autárquicas de 2017 serviram para eleger os membros para os diferentes órgãos do poder local no concelho da Maia.
António Silva Tiago, candidato pela coligação PSD e CDS, conseguiu manter a câmara para o centro-direita, embora com uma votação menor à de 2013 e, inclusivamente, perdendo 1 vereador, ao obter 40,0% dos votos e 6 vereadores.
O Partido Socialista, coligado com o Juntos pelo Povo, apoiou Francisco Vieira de Carvalho à câmara, filho do antigo autarca da Maia José Vieira de Carvalho, e falhou por pouco à conquista da câmara, obtendo um resultado bem superior ao de 2013, ao conseguir 36,6% dos votos e 5 vereadores.
Por fim, destacar o falhanço do Bloco de Esquerda em eleger 1 vereador e a perda do vereador por parte da Coligação Democrática Unitária.

## Listas e Candidatos
| Lista | Lista                          | Candidato                    |
| ----- | ------------------------------ | ---------------------------- |
|       | PSD-CDS                        | António Silva Tiago          |
|       | PS-JPP                         | Francisco Vieira de Carvalho |
|       | Bloco de Esquerda              | Silvestre Pereira            |
|       | Coligação Democrática Unitária | Ana Virgínia Pereira         |
|       | Pessoas–Animais–Natureza       | Clara Lemos                  |
|       | Partido da Terra               | António Braz                 |
|       | PPM-PPV/CDC                    | António Fontes Maia          |

## Resultados Oficiais
Os resultados para os diferentes órgãos do poder local no concelho da Maia foram os seguintes:

## Mapa

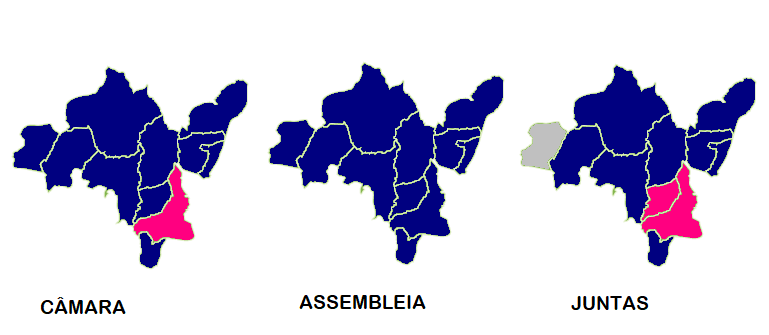
Partido mais votado por Freguesia

### Câmara Municipal
| Partido                 | Partido                        | Votos   | %               | +/-   | Vereadores | +/-     |
| ----------------------- | ------------------------------ | ------- | --------------- | ----- | ---------- | ------- |
|                         | PSD-CDS                        | 25 774  | 39,95 / 100,00  | 10,20 | 6 / 11     | 1       |
|                         | PS-JPP                         | 23 634  | 36,63 / 100,00  | Novo  | 5 / 11     | Novo    |
|                         | Bloco de Esquerda              | 3 759   | 5,83 / 100,00   | 0,15  | 0 / 11     | Estável |
|                         | Coligação Democrática Unitária | 2 974   | 4,61 / 100,00   | 3,12  | 0 / 11     | 1       |
|                         | Pessoas–Animais–Natureza       | 2 820   | 4,37 / 100,00   | -     | 0 / 11     | -       |
|                         | Partido da Terra               | 691     | 1,07 / 100,00   | -     | 0 / 11     | -       |
|                         | PPM-PPV/CDC                    | 470     | 0,73 / 100,00   | -     | 0 / 11     | -       |
| Votos Inválidos         | Votos Inválidos                | 4 400   | 6,82 / 100,00   | 3,75  |            |         |
| Total                   | Total                          | 64 522  | 100,00 / 100,00 |       | 11 / 11    |         |
| Eleitorado/Participação | Eleitorado/Participação        | 114 709 | 56,25 / 100,00  | 5,32  |            |         |

### Assembleia Municipal
| Partido                 | Partido                        | Votos   | %               | +/-  | Deputados | +/-     |
| ----------------------- | ------------------------------ | ------- | --------------- | ---- | --------- | ------- |
|                         | PSD-CDS                        | 26 084  | 40,43 / 100,00  | 2,77 | 15 / 33   | 2       |
|                         | PS-JPP                         | 22 295  | 34,56 / 100,00  | Novo | 13 / 33   | Novo    |
|                         | Bloco de Esquerda              | 4 214   | 6,53 / 100,00   | 0,25 | 2 / 33    | Estável |
|                         | Coligação Democrática Unitária | 3 589   | 5,56 / 100,00   | 2,60 | 2 / 33    | 1       |
|                         | Pessoas–Animais–Natureza       | 3 046   | 4,72 / 100,00   | 1,00 | 1 / 33    | Estável |
|                         | Partido da Terra               | 864     | 1,34 / 100,00   | -    | 0 / 33    | -       |
| Votos Inválidos         | Votos Inválidos                | 4 428   | 6,86 / 100,00   | 4,38 |           |         |
| Total                   | Total                          | 64 520  | 100,00 / 100,00 |      | 33 / 33   |         |
| Eleitorado/Participação | Eleitorado/Participação        | 114 709 | 56,25 / 100,00  | 5,32 |           |         |

### Juntas de Freguesia
| Partido                 | Partido                        | Votos   | %               | +/-   | Presidentes | +/-     | Mandatos  | +/-  |
| ----------------------- | ------------------------------ | ------- | --------------- | ----- | ----------- | ------- | --------- | ---- |
|                         | PSD-CDS                        | 26 303  | 40,76 / 100,00  | 3,46  | 7 / 10      | 2       | 62 / 130  | 1    |
|                         | PS-JPP                         | 23 129  | 35,84 / 100,00  | Novo  | 2 / 10      | Novo    | 52 / 130  | Novo |
|                         | Bloco de Esquerda              | 4 290   | 6,65 / 100,00   | 1,63  | 0 / 10      | Estável | 4 / 130   | 1    |
|                         | Coligação Democrática Unitária | 3 821   | 5,92 / 100,00   | 1,58  | 0 / 10      | Estável | 4 / 130   | 4    |
|                         | Grupo de Cidadãos              | 1 348   | 2,09 / 100,00   | 11,44 | 1 / 10      | Estável | 7 / 130   | 9    |
|                         | Partido da Terra               | 1 044   | 1,62 / 100,00   | -     | 0 / 10      | -       | 1 / 130   | -    |
| Votos Inválidos         | Votos Inválidos                | 4 591   | 7,12 / 100,00   | 3,42  |             |         |           |      |
| Total                   | Total                          | 64 526  | 100,00 / 100,00 |       | 10 / 10     |         | 130 / 130 |      |
| Eleitorado/Participação | Eleitorado/Participação        | 114 709 | 56,25 / 100,00  | 4,80  |             |         |           |      |

## Resultado por Freguesia

### Câmara Municipal
| Freguesia               | %        | %       | %    | %    | %    | %    | %        | Votantes |
| Freguesia               | PSD -CDS | PS -JPP | BE   | CDU  | PAN  | MPT  | PPM -PPV | Votantes |
| ----------------------- | -------- | ------- | ---- | ---- | ---- | ---- | -------- | -------- |
| Águas Santas            | 37,23    | 37,60   | 6,48 | 6,24 | 4,60 | 0,62 | 0,67     | 11 771   |
| Castêlo da Maia         | 41,03    | 36,39   | 5,04 | 2,82 | 3,52 | 3,47 | 1,02     | 8 864    |
| Cidade da Maia          | 39,39    | 36,80   | 6,47 | 4,19 | 4,58 | 0,71 | 0,64     | 19 844   |
| Folgosa                 | 44,61    | 35,57   | 4,69 | 5,03 | 2,40 | 0,45 | 0,84     | 1 791    |
| Milheirós               | 40,25    | 39,29   | 4,45 | 4,45 | 4,18 | 1,03 | 0,73     | 2 609    |
| Moreira                 | 40,11    | 36,13   | 5,82 | 4,12 | 4,68 | 0,67 | 0,64     | 6 116    |
| Nogueira e Silva Escura | 42,24    | 39,06   | 4,59 | 2,74 | 4,05 | 0,59 | 0,91     | 4 048    |
| Pedrouços               | 41,46    | 33,03   | 6,34 | 7,20 | 4,48 | 0,50 | 0,70     | 5 444    |
| São Pedro Fins          | 48,76    | 35,81   | 3,12 | 2,94 | 3,12 | 0,18 | 0,28     | 1 089    |
| Vila Nova da Telha      | 38,63    | 35,23   | 4,89 | 5,63 | 6,01 | 1,36 | 0,78     | 2 946    |
| Maia                    | 39,95    | 36,63   | 5,83 | 4,61 | 4,37 | 1,07 | 0,73     | 64 522   |

#### Águas Santas
| Partido                 | Partido                        | Votos  | %               | +/-  |
| ----------------------- | ------------------------------ | ------ | --------------- | ---- |
|                         | PS-JPP                         | 4 426  | 37,60 / 100,00  | Novo |
|                         | PSD-CDS                        | 4 382  | 37,23 / 100,00  | 8,69 |
|                         | Bloco de Esquerda              | 763    | 6,48 / 100,00   | 0,05 |
|                         | Coligação Democrática Unitária | 734    | 6,24 / 100,00   | 4,24 |
|                         | Pessoas–Animais–Natureza       | 542    | 4,60 / 100,00   | -    |
|                         | PPM-PPV/CDC                    | 79     | 0,67 / 100,00   | -    |
|                         | Partido da Terra               | 73     | 0,62 / 100,00   | -    |
| Votos Inválidos         | Votos Inválidos                | 772    | 6,56 / 100,00   | 3,69 |
| Total                   | Total                          | 11 771 | 100,00 / 100,00 |      |
| Eleitorado/Participação | Eleitorado/Participação        | 22 798 | 51,63 / 100,00  | 4,91 |

#### Castêlo da Maia
| Partido                 | Partido                        | Votos  | %               | +/-   |
| ----------------------- | ------------------------------ | ------ | --------------- | ----- |
|                         | PSD-CDS                        | 3 637  | 41,03 / 100,00  | 11,24 |
|                         | PS-JPP                         | 3 226  | 36,39 / 100,00  | Novo  |
|                         | Bloco de Esquerda              | 447    | 5,04 / 100,00   | 0,43  |
|                         | Pessoas–Animais–Natureza       | 312    | 3,52 / 100,00   | -     |
|                         | Partido da Terra               | 308    | 3,47 / 100,00   | -     |
|                         | Coligação Democrática Unitária | 250    | 2,82 / 100,00   | 2,21  |
|                         | PPM-PPV/CDC                    | 90     | 1,02 / 100,00   | -     |
| Votos Inválidos         | Votos Inválidos                | 594    | 6,71 / 100,00   | 4,00  |
| Total                   | Total                          | 8 864  | 100,00 / 100,00 |       |
| Eleitorado/Participação | Eleitorado/Participação        | 15 663 | 56,59 / 100,00  | 5,50  |

#### Cidade da Maia
| Partido                 | Partido                        | Votos  | %               | +/-   |
| ----------------------- | ------------------------------ | ------ | --------------- | ----- |
|                         | PSD-CDS                        | 7 817  | 39,39 / 100,00  | 11,65 |
|                         | PS-JPP                         | 7 303  | 36,80 / 100,00  | Novo  |
|                         | Bloco de Esquerda              | 1 284  | 6,47 / 100,00   | 0,21  |
|                         | Pessoas–Animais–Natureza       | 909    | 4,58 / 100,00   | -     |
|                         | Coligação Democrática Unitária | 831    | 4,19 / 100,00   | 2,98  |
|                         | Partido da Terra               | 141    | 0,71 / 100,00   | -     |
|                         | PPM-PPV/CDC                    | 127    | 0,64 / 100,00   | -     |
| Votos Inválidos         | Votos Inválidos                | 1 432  | 7,22 / 100,00   | 4,43  |
| Total                   | Total                          | 19 844 | 100,00 / 100,00 |       |
| Eleitorado/Participação | Eleitorado/Participação        | 34 628 | 57,31 / 100,00  | 6,43  |

#### Folgosa
| Partido                 | Partido                        | Votos | %               | +/-   |
| ----------------------- | ------------------------------ | ----- | --------------- | ----- |
|                         | PSD-CDS                        | 799   | 44,61 / 100,00  | 10,67 |
|                         | PS-JPP                         | 637   | 35,57 / 100,00  | Novo  |
|                         | Coligação Democrática Unitária | 90    | 5,03 / 100,00   | 1,35  |
|                         | Bloco de Esquerda              | 84    | 4,69 / 100,00   | 1,62  |
|                         | Pessoas–Animais–Natureza       | 43    | 2,40 / 100,00   | -     |
|                         | PPM-PPV/CDC                    | 15    | 0,84 / 100,00   | -     |
|                         | Partido da Terra               | 8     | 0,45 / 100,00   | -     |
| Votos Inválidos         | Votos Inválidos                | 115   | 6,42 / 100,00   | 1,81  |
| Total                   | Total                          | 1 791 | 100,00 / 100,00 |       |
| Eleitorado/Participação | Eleitorado/Participação        | 2 929 | 61,15 / 100,00  | 1,06  |

#### Milheirós
| Partido                 | Partido                        | Votos | %               | +/-   |
| ----------------------- | ------------------------------ | ----- | --------------- | ----- |
|                         | PSD-CDS                        | 1 050 | 40,25 / 100,00  | 10,38 |
|                         | PS-JPP                         | 1 025 | 39,29 / 100,00  | Novo  |
|                         | Bloco de Esquerda              | 116   | 4,45 / 100,00   | 0,48  |
|                         | Coligação Democrática Unitária | 116   | 4,45 / 100,00   | 2,52  |
|                         | Pessoas–Animais–Natureza       | 109   | 4,18 / 100,00   | -     |
|                         | Partido da Terra               | 27    | 1,03 / 100,00   | -     |
|                         | PPM-PPV/CDC                    | 19    | 0,73 / 100,00   | -     |
| Votos Inválidos         | Votos Inválidos                | 147   | 5,63 / 100,00   | 2,90  |
| Total                   | Total                          | 2 609 | 100,00 / 100,00 |       |
| Eleitorado/Participação | Eleitorado/Participação        | 3 995 | 65,31 / 100,00  | 5,98  |

#### Moreira
| Partido                 | Partido                        | Votos  | %               | +/-  |
| ----------------------- | ------------------------------ | ------ | --------------- | ---- |
|                         | PSD-CDS                        | 2 453  | 40,11 / 100,00  | 7,40 |
|                         | PS-JPP                         | 2 210  | 36,13 / 100,00  | Novo |
|                         | Bloco de Esquerda              | 356    | 5,82 / 100,00   | 0,45 |
|                         | Pessoas–Animais–Natureza       | 286    | 4,68 / 100,00   | -    |
|                         | Coligação Democrática Unitária | 252    | 4,12 / 100,00   | 2,98 |
|                         | Partido da Terra               | 41     | 0,67 / 100,00   | -    |
|                         | PPM-PPV/CDC                    | 39     | 0,64 / 100,00   | -    |
| Votos Inválidos         | Votos Inválidos                | 479    | 7,83 / 100,00   | 3,65 |
| Total                   | Total                          | 6 116  | 100,00 / 100,00 |      |
| Eleitorado/Participação | Eleitorado/Participação        | 10 980 | 55,70 / 100,00  | 4,49 |

#### Nogueira e Silva Escura
| Partido                 | Partido                        | Votos | %               | +/-   |
| ----------------------- | ------------------------------ | ----- | --------------- | ----- |
|                         | PSD-CDS                        | 1 710 | 42,24 / 100,00  | 12,60 |
|                         | PS-JPP                         | 1 581 | 39,06 / 100,00  | Novo  |
|                         | Bloco de Esquerda              | 186   | 4,59 / 100,00   | 0,12  |
|                         | Pessoas–Animais–Natureza       | 164   | 4,05 / 100,00   | -     |
|                         | Coligação Democrática Unitária | 111   | 2,74 / 100,00   | 3,38  |
|                         | PPM-PPV/CDC                    | 37    | 0,91 / 100,00   | -     |
|                         | Partido da Terra               | 24    | 0,59 / 100,00   | -     |
| Votos Inválidos         | Votos Inválidos                | 235   | 5,80 / 100,00   | 2,59  |
| Total                   | Total                          | 4 048 | 100,00 / 100,00 |       |
| Eleitorado/Participação | Eleitorado/Participação        | 6 834 | 59,23 / 100,00  | 6,22  |

#### Pedrouços
| Partido                 | Partido                        | Votos  | %               | +/-  |
| ----------------------- | ------------------------------ | ------ | --------------- | ---- |
|                         | PSD-CDS                        | 2 257  | 41,46 / 100,00  | 6,55 |
|                         | PS-JPP                         | 1 798  | 33,03 / 100,00  | Novo |
|                         | Coligação Democrática Unitária | 392    | 7,20 / 100,00   | 4,18 |
|                         | Bloco de Esquerda              | 345    | 6,34 / 100,00   | 0,51 |
|                         | Pessoas–Animais–Natureza       | 244    | 4,48 / 100,00   | -    |
|                         | PPM-PPV/CDC                    | 38     | 0,70 / 100,00   | -    |
|                         | Partido da Terra               | 27     | 0,50 / 100,00   | -    |
| Votos Inválidos         | Votos Inválidos                | 343    | 6,30 / 100,00   | 3,57 |
| Total                   | Total                          | 5 444  | 100,00 / 100,00 |      |
| Eleitorado/Participação | Eleitorado/Participação        | 10 146 | 53,66 / 100,00  | 4,85 |

#### São Pedro Fins
| Partido                 | Partido                        | Votos | %               | +/-   |
| ----------------------- | ------------------------------ | ----- | --------------- | ----- |
|                         | PSD-CDS                        | 531   | 48,76 / 100,00  | 17,43 |
|                         | PS-JPP                         | 390   | 35,81 / 100,00  | Novo  |
|                         | Bloco de Esquerda              | 34    | 3,12 / 100,00   | 1,03  |
|                         | Pessoas–Animais–Natureza       | 34    | 3,12 / 100,00   | -     |
|                         | Coligação Democrática Unitária | 32    | 2,94 / 100,00   | 1,78  |
|                         | PPM-PPV/CDC                    | 3     | 0,28 / 100,00   | -     |
|                         | Partido da Terra               | 2     | 0,18 / 100,00   | -     |
| Votos Inválidos         | Votos Inválidos                | 63    | 5,79 / 100,00   | 3,65  |
| Total                   | Total                          | 1 089 | 100,00 / 100,00 |       |
| Eleitorado/Participação | Eleitorado/Participação        | 1 631 | 66,77 / 100,00  | 3,20  |

#### Vila Nova da Telha
| Partido                 | Partido                        | Votos | %               | +/-  |
| ----------------------- | ------------------------------ | ----- | --------------- | ---- |
|                         | PSD-CDS                        | 1 138 | 38,63 / 100,00  | 8,99 |
|                         | PS-JPP                         | 1 038 | 35,23 / 100,00  | Novo |
|                         | Pessoas–Animais–Natureza       | 177   | 6,01 / 100,00   | -    |
|                         | Coligação Democrática Unitária | 166   | 5,63 / 100,00   | 2,44 |
|                         | Bloco de Esquerda              | 144   | 4,89 / 100,00   | 2,85 |
|                         | Partido da Terra               | 40    | 1,36 / 100,00   | -    |
|                         | PPM-PPV/CDC                    | 23    | 0,78 / 100,00   | -    |
| Votos Inválidos         | Votos Inválidos                | 220   | 7,47 / 100,00   | 3,10 |
| Total                   | Total                          | 2 946 | 100,00 / 100,00 |      |
| Eleitorado/Participação | Eleitorado/Participação        | 5 105 | 57,71 / 100,00  | 3,59 |

### Assembleia Municipal
| Freguesia               | %        | %       | %    | %    | %    | %    | Votantes |
| Freguesia               | PSD -CDS | PS -JPP | BE   | CDU  | PAN  | MPT  | Votantes |
| ----------------------- | -------- | ------- | ---- | ---- | ---- | ---- | -------- |
| Águas Santas            | 37,75    | 35,10   | 7,18 | 7,52 | 4,99 | 0,71 | 11 771   |
| Castêlo da Maia         | 41,82    | 34,17   | 5,72 | 3,41 | 3,78 | 4,48 | 8 864    |
| Cidade da Maia          | 39,60    | 35,07   | 7,43 | 5,05 | 4,88 | 0,86 | 19 842   |
| Folgosa                 | 45,17    | 33,39   | 5,03 | 5,42 | 3,74 | 0,50 | 1 791    |
| Milheirós               | 40,71    | 37,64   | 5,10 | 4,94 | 4,37 | 1,34 | 2 609    |
| Moreira                 | 40,46    | 34,15   | 6,39 | 4,89 | 5,28 | 0,87 | 6 117    |
| Nogueira e Silva Escura | 44,24    | 36,46   | 4,59 | 3,73 | 4,59 | 0,89 | 4 048    |
| Pedrouços               | 42,01    | 30,79   | 7,07 | 8,56 | 4,34 | 0,68 | 5 444    |
| São Pedro Fins          | 50,14    | 34,96   | 3,04 | 3,22 | 3,31 | 0,37 | 1 087    |
| Vila Nova da Telha      | 37,53    | 33,08   | 5,77 | 7,57 | 6,58 | 1,32 | 2 947    |
| Maia                    | 40,43    | 34,56   | 6,53 | 5,56 | 4,72 | 1,34 | 64 520   |

#### Águas Santas
| Partido                 | Partido                        | Votos  | %               | +/-  |
| ----------------------- | ------------------------------ | ------ | --------------- | ---- |
|                         | PSD-CDS                        | 4 444  | 37,75 / 100,00  | 0,10 |
|                         | PS-JPP                         | 4 132  | 35,10 / 100,00  | Novo |
|                         | Bloco de Esquerda              | 885    | 7,52 / 100,00   | 0,60 |
|                         | Coligação Democrática Unitária | 845    | 7,18 / 100,00   | 3,71 |
|                         | Pessoas–Animais–Natureza       | 587    | 4,99 / 100,00   | 1,47 |
|                         | Partido da Terra               | 83     | 0,71 / 100,00   | -    |
| Votos Inválidos         | Votos Inválidos                | 795    | 6,76 / 100,00   | 4,09 |
| Total                   | Total                          | 11 771 | 100,00 / 100,00 |      |
| Eleitorado/Participação | Eleitorado/Participação        | 22 798 | 51,63 / 100,00  | 4,91 |

#### Castêlo da Maia
| Partido                 | Partido                        | Votos  | %               | +/-  |
| ----------------------- | ------------------------------ | ------ | --------------- | ---- |
|                         | PSD-CDS                        | 3 707  | 41,82 / 100,00  | 3,77 |
|                         | PS-JPP                         | 3 029  | 34,17 / 100,00  | Novo |
|                         | Bloco de Esquerda              | 507    | 5,72 / 100,00   | 0,03 |
|                         | Partido da Terra               | 397    | 4,48 / 100,00   | -    |
|                         | Pessoas–Animais–Natureza       | 335    | 3,78 / 100,00   | 0,34 |
|                         | Coligação Democrática Unitária | 302    | 3,41 / 100,00   | 1,96 |
| Votos Inválidos         | Votos Inválidos                | 587    | 6,63 / 100,00   | 5,01 |
| Total                   | Total                          | 8 864  | 100,00 / 100,00 |      |
| Eleitorado/Participação | Eleitorado/Participação        | 15 663 | 56,59 / 100,00  | 5,50 |

#### Cidade da Maia
| Partido                 | Partido                        | Votos  | %               | +/-  |
| ----------------------- | ------------------------------ | ------ | --------------- | ---- |
|                         | PSD-CDS                        | 7 858  | 39,60 / 100,00  | 3,94 |
|                         | PS-JPP                         | 6 958  | 35,07 / 100,00  | Novo |
|                         | Bloco de Esquerda              | 1 474  | 7,43 / 100,00   | 0,67 |
|                         | Coligação Democrática Unitária | 1 002  | 5,05 / 100,00   | 2,76 |
|                         | Pessoas–Animais–Natureza       | 968    | 4,88 / 100,00   | 0,66 |
|                         | Partido da Terra               | 171    | 0,86 / 100,00   | -    |
| Votos Inválidos         | Votos Inválidos                | 1 411  | 7,11 / 100,00   | 5,14 |
| Total                   | Total                          | 19 842 | 100,00 / 100,00 |      |
| Eleitorado/Participação | Eleitorado/Participação        | 34 628 | 57,30 / 100,00  | 6,42 |

#### Folgosa
| Partido                 | Partido                        | Votos | %               | +/-  |
| ----------------------- | ------------------------------ | ----- | --------------- | ---- |
|                         | PSD-CDS                        | 809   | 45,17 / 100,00  | 2,74 |
|                         | PS-JPP                         | 598   | 33,39 / 100,00  | Novo |
|                         | Coligação Democrática Unitária | 97    | 5,42 / 100,00   | 1,42 |
|                         | Bloco de Esquerda              | 90    | 5,03 / 100,00   | 1,55 |
|                         | Pessoas–Animais–Natureza       | 67    | 3,74 / 100,00   | 0,96 |
|                         | Partido da Terra               | 9     | 0,50 / 100,00   | -    |
| Votos Inválidos         | Votos Inválidos                | 121   | 6,76 / 100,00   | 2,86 |
| Total                   | Total                          | 1 791 | 100,00 / 100,00 |      |
| Eleitorado/Participação | Eleitorado/Participação        | 2 929 | 61,15 / 100,00  | 1,06 |

#### Milheirós
| Partido                 | Partido                        | Votos | %               | +/-  |
| ----------------------- | ------------------------------ | ----- | --------------- | ---- |
|                         | PSD-CDS                        | 1 062 | 40,71 / 100,00  | 3,00 |
|                         | PS-JPP                         | 982   | 37,64 / 100,00  | Novo |
|                         | Bloco de Esquerda              | 133   | 5,10 / 100,00   | 0,67 |
|                         | Coligação Democrática Unitária | 129   | 4,94 / 100,00   | 2,07 |
|                         | Pessoas–Animais–Natureza       | 114   | 4,37 / 100,00   | 0,61 |
|                         | Partido da Terra               | 35    | 1,34 / 100,00   | -    |
| Votos Inválidos         | Votos Inválidos                | 154   | 5,90 / 100,00   | 3,35 |
| Total                   | Total                          | 2 609 | 100,00 / 100,00 |      |
| Eleitorado/Participação | Eleitorado/Participação        | 3 995 | 65,31 / 100,00  | 5,98 |

#### Moreira
| Partido                 | Partido                        | Votos  | %               | +/-  |
| ----------------------- | ------------------------------ | ------ | --------------- | ---- |
|                         | PSD-CDS                        | 2 475  | 40,46 / 100,00  | 0,35 |
|                         | PS-JPP                         | 2 089  | 34,15 / 100,00  | Novo |
|                         | Bloco de Esquerda              | 391    | 6,39 / 100,00   | 0,14 |
|                         | Pessoas–Animais–Natureza       | 323    | 5,28 / 100,00   | 1,48 |
|                         | Coligação Democrática Unitária | 299    | 4,89 / 100,00   | 2,27 |
|                         | Partido da Terra               | 53     | 0,87 / 100,00   | -    |
| Votos Inválidos         | Votos Inválidos                | 487    | 7,96 / 100,00   | 4,17 |
| Total                   | Total                          | 6 117  | 100,00 / 100,00 |      |
| Eleitorado/Participação | Eleitorado/Participação        | 10 980 | 55,71 / 100,00  | 4,50 |

#### Nogueira e Silva Escura
| Partido                 | Partido                        | Votos | %               | +/-  |
| ----------------------- | ------------------------------ | ----- | --------------- | ---- |
|                         | PSD-CDS                        | 1 791 | 44,24 / 100,00  | 4,96 |
|                         | PS-JPP                         | 1 476 | 36,46 / 100,00  | Novo |
|                         | Bloco de Esquerda              | 186   | 4,59 / 100,00   | 0,69 |
|                         | Pessoas–Animais–Natureza       | 186   | 4,59 / 100,00   | 1,77 |
|                         | Coligação Democrática Unitária | 151   | 3,73 / 100,00   | 2,45 |
|                         | Partido da Terra               | 36    | 0,89 / 100,00   | -    |
| Votos Inválidos         | Votos Inválidos                | 222   | 5,49 / 100,00   | 3,09 |
| Total                   | Total                          | 4 048 | 100,00 / 100,00 |      |
| Eleitorado/Participação | Eleitorado/Participação        | 6 834 | 59,23 / 100,00  | 6,22 |

#### Pedrouços
| Partido                 | Partido                        | Votos  | %               | +/-  |
| ----------------------- | ------------------------------ | ------ | --------------- | ---- |
|                         | PSD-CDS                        | 2 287  | 42,01 / 100,00  | 0,56 |
|                         | PS-JPP                         | 1 676  | 30,79 / 100,00  | Novo |
|                         | Coligação Democrática Unitária | 466    | 8,56 / 100,00   | 3,72 |
|                         | Bloco de Esquerda              | 385    | 7,07 / 100,00   | 0,57 |
|                         | Pessoas–Animais–Natureza       | 236    | 4,34 / 100,00   | 0,78 |
|                         | Partido da Terra               | 37     | 0,68 / 100,00   | -    |
| Votos Inválidos         | Votos Inválidos                | 357    | 6,56 / 100,00   | 3,68 |
| Total                   | Total                          | 5 444  | 100,00 / 100,00 |      |
| Eleitorado/Participação | Eleitorado/Participação        | 10 146 | 53,66 / 100,00  | 4,85 |

#### São Pedro Fins
| Partido                 | Partido                        | Votos | %               | +/-  |
| ----------------------- | ------------------------------ | ----- | --------------- | ---- |
|                         | PSD-CDS                        | 545   | 50,14 / 100,00  | 8,22 |
|                         | PS-JPP                         | 380   | 34,96 / 100,00  | Novo |
|                         | Pessoas–Animais–Natureza       | 36    | 3,31 / 100,00   | 0,19 |
|                         | Coligação Democrática Unitária | 35    | 3,22 / 100,00   | 1,88 |
|                         | Bloco de Esquerda              | 33    | 3,04 / 100,00   | 1,40 |
|                         | Partido da Terra               | 4     | 0,37 / 100,00   | -    |
| Votos Inválidos         | Votos Inválidos                | 54    | 4,97 / 100,00   | 6,55 |
| Total                   | Total                          | 1 087 | 100,00 / 100,00 |      |
| Eleitorado/Participação | Eleitorado/Participação        | 1 631 | 66,65 / 100,00  | 3,08 |

#### Vila Nova da Telha
| Partido                 | Partido                        | Votos | %               | +/-  |
| ----------------------- | ------------------------------ | ----- | --------------- | ---- |
|                         | PSD-CDS                        | 1 106 | 37,53 / 100,00  | 5,83 |
|                         | PS-JPP                         | 975   | 33,08 / 100,00  | Novo |
|                         | Coligação Democrática Unitária | 223   | 7,57 / 100,00   | 0,61 |
|                         | Pessoas–Animais–Natureza       | 194   | 6,58 / 100,00   | 2,40 |
|                         | Bloco de Esquerda              | 170   | 5,77 / 100,00   | 1,02 |
|                         | Partido da Terra               | 39    | 1,32 / 100,00   | -    |
| Votos Inválidos         | Votos Inválidos                | 240   | 8,15 / 100,00   | 3,19 |
| Total                   | Total                          | 2 947 | 100,00 / 100,00 |      |
| Eleitorado/Participação | Eleitorado/Participação        | 5 105 | 57,73 / 100,00  | 3,61 |

### Juntas de Freguesia

#### Águas Santas
| Partido                 | Partido                        | Votos  | %               | +/-  | Mandatos | +/-     |
| ----------------------- | ------------------------------ | ------ | --------------- | ---- | -------- | ------- |
|                         | PS-JPP                         | 4 683  | 39,78 / 100,00  | Novo | 9 / 19   | Novo    |
|                         | PSD-CDS                        | 4 510  | 38,31 / 100,00  | 2,09 | 8 / 19   | Estável |
|                         | Bloco de Esquerda              | 945    | 8,03 / 100,00   | 1,18 | 1 / 19   | Estável |
|                         | Coligação Democrática Unitária | 841    | 7,14 / 100,00   | 4,32 | 1 / 19   | 1       |
| Votos Inválidos         | Votos Inválidos                | 792    | 6,73 / 100,00   | 4,50 |          |         |
| Total                   | Total                          | 11 771 | 100,00 / 100,00 |      | 19 / 19  |         |
| Eleitorado/Participação | Eleitorado/Participação        | 22 798 | 51,63 / 100,00  | 4,91 |          |         |

#### Castêlo da Maia
| Partido                 | Partido                        | Votos  | %               | +/-   | Mandatos | +/-     |
| ----------------------- | ------------------------------ | ------ | --------------- | ----- | -------- | ------- |
|                         | PSD-CDS                        | 3 518  | 39,65 / 100,00  | 11,92 | 7 / 13   | 2       |
|                         | PS-JPP                         | 2 967  | 33,44 / 100,00  | Novo  | 5 / 13   | Novo    |
|                         | Partido da Terra               | 986    | 11,11 / 100,00  | -     | 1 / 13   | -       |
|                         | Bloco de Esquerda              | 483    | 5,44 / 100,00   | 2,10  | 0 / 13   | Estável |
|                         | Coligação Democrática Unitária | 274    | 3,09 / 100,00   | 0,04  | 0 / 13   | Estável |
| Votos Inválidos         | Votos Inválidos                | 645    | 7,27 / 100,00   | 3,77  |          |         |
| Total                   | Total                          | 8 873  | 100,00 / 100,00 |       | 13 / 13  |         |
| Eleitorado/Participação | Eleitorado/Participação        | 15 663 | 56,65 / 100,00  | 1,80  |          |         |

#### Cidade da Maia
| Partido                 | Partido                        | Votos  | %               | +/-  | Mandatos | +/-     |
| ----------------------- | ------------------------------ | ------ | --------------- | ---- | -------- | ------- |
|                         | PSD-CDS                        | 8 070  | 40,67 / 100,00  | 3,51 | 9 / 19   | 1       |
|                         | PS-JPP                         | 7 447  | 37,53 / 100,00  | Novo | 8 / 19   | Novo    |
|                         | Bloco de Esquerda              | 1 503  | 7,57 / 100,00   | 2,00 | 1 / 19   | Estável |
|                         | Coligação Democrática Unitária | 1 318  | 6,64 / 100,00   | 0,08 | 1 / 19   | Estável |
| Votos Inválidos         | Votos Inválidos                | 1 504  | 7,58 / 100,00   | 3,36 |          |         |
| Total                   | Total                          | 19 842 | 100,00 / 100,00 |      | 19 / 19  |         |
| Eleitorado/Participação | Eleitorado/Participação        | 34 628 | 57,30 / 100,00  | 6,42 |          |         |

#### Folgosa
| Partido                 | Partido                        | Votos | %               | +/-  | Mandatos | +/-     |
| ----------------------- | ------------------------------ | ----- | --------------- | ---- | -------- | ------- |
|                         | PSD-CDS                        | 838   | 46,79 / 100,00  | 3,21 | 5 / 9    | Estável |
|                         | PS-JPP                         | 660   | 36,85 / 100,00  | Novo | 4 / 9    | Novo    |
|                         | Bloco de Esquerda              | 89    | 4,97 / 100,00   | -    | 0 / 9    | -       |
|                         | Coligação Democrática Unitária | 88    | 4,91 / 100,00   | 3,96 | 0 / 9    | 1       |
| Votos Inválidos         | Votos Inválidos                | 116   | 6,48 / 100,00   | 1,41 |          |         |
| Total                   | Total                          | 1 791 | 100,00 / 100,00 |      | 9 / 9    |         |
| Eleitorado/Participação | Eleitorado/Participação        | 2 929 | 61,15 / 100,00  | 1,06 |          |         |

#### Milheirós
| Partido                 | Partido                        | Votos | %               | +/-  | Mandatos | +/-     |
| ----------------------- | ------------------------------ | ----- | --------------- | ---- | -------- | ------- |
|                         | PS-JPP                         | 1 110 | 42,55 / 100,00  | Novo | 5 / 9    | Novo    |
|                         | PSD-CDS                        | 1 023 | 39,21 / 100,00  | 6,10 | 4 / 9    | 1       |
|                         | Coligação Democrática Unitária | 141   | 5,40 / 100,00   | 1,74 | 0 / 9    | Estável |
|                         | Bloco de Esquerda              | 116   | 4,45 / 100,00   | 0,44 | 0 / 9    | Estável |
|                         | Partido da Terra               | 58    | 2,22 / 100,00   | -    | 0 / 9    | -       |
| Votos Inválidos         | Votos Inválidos                | 161   | 6,17 / 100,00   | 2,28 |          |         |
| Total                   | Total                          | 2 609 | 100,00 / 100,00 |      | 9 / 9    |         |
| Eleitorado/Participação | Eleitorado/Participação        | 3 995 | 65,31 / 100,00  | 5,98 |          |         |

#### Moreira
| Partido                 | Partido                        | Votos  | %               | +/-   | Mandatos | +/-  |
| ----------------------- | ------------------------------ | ------ | --------------- | ----- | -------- | ---- |
|                         | PSD-CDS                        | 2 771  | 45,30 / 100,00  | 13,07 | 7 / 13   | 2    |
|                         | PS-JPP                         | 2 095  | 34,25 / 100,00  | Novo  | 5 / 13   | Novo |
|                         | Bloco de Esquerda              | 461    | 7,54 / 100,00   | 2,77  | 1 / 13   | 1    |
|                         | Coligação Democrática Unitária | 290    | 4,74 / 100,00   | 1,53  | 0 / 13   | 1    |
| Votos Inválidos         | Votos Inválidos                | 500    | 8,18 / 100,00   | 3,48  |          |      |
| Total                   | Total                          | 6 117  | 100,00 / 100,00 |       | 13 / 13  |      |
| Eleitorado/Participação | Eleitorado/Participação        | 10 980 | 55,71 / 100,00  | 4,50  |          |      |

#### Nogueira e Silva Escura
| Partido                 | Partido                        | Votos | %               | +/-  | Mandatos | +/-     |
| ----------------------- | ------------------------------ | ----- | --------------- | ---- | -------- | ------- |
|                         | PSD-CDS                        | 1 838 | 45,41 / 100,00  | 3,28 | 7 / 13   | 1       |
|                         | PS-JPP                         | 1 620 | 40,02 / 100,00  | Novo | 6 / 13   | Novo    |
|                         | Bloco de Esquerda              | 195   | 4,82 / 100,00   | 0,35 | 0 / 13   | Estável |
|                         | Coligação Democrática Unitária | 169   | 4,17 / 100,00   | 1,87 | 0 / 13   | Estável |
| Votos Inválidos         | Votos Inválidos                | 226   | 5,58 / 100,00   | 3,26 |          |         |
| Total                   | Total                          | 4 048 | 100,00 / 100,00 |      | 13 / 13  |         |
| Eleitorado/Participação | Eleitorado/Participação        | 6 834 | 59,23 / 100,00  | 6,22 |          |         |

#### Pedrouços
| Partido                 | Partido                        | Votos  | %               | +/-  | Mandatos | +/-     |
| ----------------------- | ------------------------------ | ------ | --------------- | ---- | -------- | ------- |
|                         | PSD-CDS                        | 2 640  | 48,49 / 100,00  | 2,06 | 7 / 13   | Estável |
|                         | PS-JPP                         | 1 528  | 28,07 / 100,00  | Novo | 4 / 13   | Novo    |
|                         | Coligação Democrática Unitária | 507    | 9,31 / 100,00   | 3,83 | 1 / 13   | 1       |
|                         | Bloco de Esquerda              | 387    | 7,11 / 100,00   | 1,04 | 1 / 13   | Estável |
| Votos Inválidos         | Votos Inválidos                | 382    | 7,02 / 100,00   | 3,40 |          |         |
| Total                   | Total                          | 5 444  | 100,00 / 100,00 |      | 13 / 13  |         |
| Eleitorado/Participação | Eleitorado/Participação        | 10 146 | 53,66 / 100,00  | 4,85 |          |         |

#### São Pedro Fins
| Partido                 | Partido                        | Votos | %               | +/-   | Mandatos | +/-     |
| ----------------------- | ------------------------------ | ----- | --------------- | ----- | -------- | ------- |
|                         | PSD-CDS                        | 595   | 54,74 / 100,00  | 13,72 | 6 / 9    | 2       |
|                         | PS-JPP                         | 371   | 34,13 / 100,00  | Novo  | 3 / 9    | Novo    |
|                         | Bloco de Esquerda              | 33    | 3,04 / 100,00   | 0,74  | 0 / 9    | Estável |
|                         | Coligação Democrática Unitária | 26    | 2,39 / 100,00   | 2,24  | 0 / 9    | Estável |
| Votos Inválidos         | Votos Inválidos                | 62    | 5,70 / 100,00   | 2,42  |          |         |
| Total                   | Total                          | 1 087 | 100,00 / 100,00 |       | 9 / 9    |         |
| Eleitorado/Participação | Eleitorado/Participação        | 1 631 | 66,65 / 100,00  | 3,08  |          |         |

#### Vila Nova da Telha
| Partido                 | Partido                              | Votos | %               | +/-  | Mandatos | +/-     |
| ----------------------- | ------------------------------------ | ----- | --------------- | ---- | -------- | ------- |
|                         | Independentes por Vila Nova da Telha | 1 106 | 37,57 / 100,00  | 3,31 | 6 / 13   | 1       |
|                         | PS-JPP                               | 648   | 22,01 / 100,00  | Novo | 3 / 13   | Novo    |
|                         | PSD-CDS                              | 500   | 16,98 / 100,00  | 6,68 | 2 / 13   | 2       |
|                         | Movimento Independente por Vila Nova | 242   | 8,22 / 100,00   | 3,12 | 1 / 13   | Estável |
|                         | Coligação Democrática Unitária       | 167   | 5,67 / 100,00   | 0,93 | 1 / 13   | Estável |
|                         | Bloco de Esquerda                    | 78    | 2,65 / 100,00   | 0,06 | 0 / 13   | Estável |
| Votos Inválidos         | Votos Inválidos                      | 203   | 6,90 / 100,00   | 1,65 |          |         |
| Total                   | Total                                | 2 944 | 100,00 / 100,00 |      | 13 / 13  |         |
| Eleitorado/Participação | Eleitorado/Participação              | 5 105 | 57,67 / 100,00  | 3,55 |          |         |

#### Juntas antes e depois das Eleições
| Freguesia               | 2013-2017 | 2013-2017         | 2013-2017      | 2017-2021 | 2017-2021         | 2017-2021      |
| ----------------------- | --------- | ----------------- | -------------- | --------- | ----------------- | -------------- |
| Águas Santas            |           | PSD-CDS           | 36,22 / 100,00 |           | PS-JPP            | 39,78 / 100,00 |
| Castêlo da Maia         |           | PSD-CDS           | 27,73 / 100,00 |           | PSD-CDS           | 39,65 / 100,00 |
| Cidade da Maia          |           | PSD-CDS           | 37,16 / 100,00 |           | PSD-CDS           | 40,67 / 100,00 |
| Folgosa                 |           | PSD-CDS           | 50,00 / 100,00 |           | PSD-CDS           | 46,79 / 100,00 |
| Milheirós               |           | PSD-CDS           | 45,31 / 100,00 |           | PS-JPP            | 42,55 / 100,00 |
| Moreira                 |           | PSD-CDS           | 32,23 / 100,00 |           | PSD-CDS           | 45,30 / 100,00 |
| Nogueira e Silva Escura |           | PSD-CDS           | 48,69 / 100,00 |           | PSD-CDS           | 45,41 / 100,00 |
| Pedrouços               |           | PSD-CDS           | 46,43 / 100,00 |           | PSD-CDS           | 48,49 / 100,00 |
| São Pedro Fins          |           | PSD-CDS           | 68,46 / 100,00 |           | PSD-CDS           | 54,74 / 100,00 |
| Vila Nova da Telha      |           | Grupo de Cidadãos | 34,26 / 100,00 |           | Grupo de Cidadãos | 37,57 / 100,00 |